# Pianoconcert nr. 24 (Mozart)
Pianoconcert nr. 24 in c mineur, KV 491, is een pianoconcert van Wolfgang Amadeus Mozart. Hij voltooide het stuk op 24 maart 1786.

## Orkestratie
Het pianoconcert is geschreven voor:
- Fluit
- Twee hobo's
- Twee klarinetten
- Twee fagotten
- Twee hoorns
- Twee trompetten
- Pauken
- Pianoforte
- Strijkers

## Onderdelen
Het pianoconcert bestaat uit drie delen:
1. Allegro
2. Larghetto
3. Allegretto